# Walking Disaster
 (août 2025).
Motif : Notoriété encyclopédique ?
- Archive Wikiwix
- Bing
- Cairn
- DuckDuckGo
- E. Universalis
- Gallica
- Google
- G. Books
- G. News
- G. Scholar
- Persée
- Qwant
- (zh) Baidu
- (ru) Yandex
- (wd) trouver des œuvres sur Wikidata

| 1. | Préciser le motif de la pose du bandeau. | Précisez le motif de la pose du bandeau en utilisant la syntaxe suivante : {{admissibilité à vérifier\|date=août 2025\|motif=remplacez ce texte par le motif}}                        |
| 2. | Informer les utilisateurs concernés.     | Pensez à avertir le créateur de l'article, par exemple, en insérant le code ci-dessous sur sa page de discussion : {{subst:avertissement admissibilité à vérifier\|Walking Disaster}} |

 (août 2025).
- Si vous ne connaissez pas le sujet, laissez ce bandeau (vous pouvez alors contacter les auteurs).
- Si vous supprimez le contenu mis en cause (vous pouvez préalablement contacter les auteurs),

argumentez précisément cette suppression dans la page de discussion
(un manque de référence n'est pas un argument ; une recherche réelle de référence doit avoir été effectuée, être formellement documentée).
Singles de Sum 41
Underclass Hero
(2007) With Me
(2007)
Pistes de Underclass Hero
"Underclass Hero" "Speak Of The Devil"
Walking Disaster est le deuxième single du groupe de punk rock canadien Sum 41 tiré de leur 5e album studio, Underclass Hero (2007). La chanson est parue le 23 juillet 2007. La chanson a été jouée pour la première fois en direct sur l'émission américaine The Tonight Show with Jay Leno le 24 juillet 2007.

## Composition
Rédigé par le chanteur et guitariste Deryck Whibley, Walking Disaster est typique du pop-punk rock enjoué du groupe, et présente des similitudes avec la chanson March Of The Dogs (une autre chanson de l'album Underclass Hero). Selon Whibley, la chanson illustre son enfance déchirée et ses réflexions en tant qu'adulte. La chanson, un peu chronologique, s'ouvre avec "Mom and Dad both in denial, an only child to take the blame" (Maman et Papa en conflit, un seul enfant prend tout) : une vision du passé de Whibley, endommagée par perpétuels conflits de ses parents. Walking Disaster se termine cependant sur une note optimiste:  "I can’t wait to see you smile, wouldn’t miss it for the world" (J’ai hâte de vous voir sourire, Je ne manquerais ça pour rien au monde !), exprimant ses réflexions et sa maturité adulte, sous un point de vue différent, ce qui lui permet de comprendre son enfance.
Walking Disaster est une chanson qui reflète bien le concept de "confusion et de frustration de la société moderne", le thème sous-jacent Underclass Hero.

## Clip vidéo
Sum 41 a enregistré le clip de la chanson lors de leur séjour à Los Angeles pour passer dans l'émission The Tonight Show with Jay Leno. La vidéo est passée pour la première fois sur MTV le 20 août 2007. La vidéo est centrée sur un jouet mécanique, perdu, qui marche dans Los Angeles, entrecoupé de plans où l'on voit le groupe qui joue dans un magasin de jouets. En fin de compte le robot retrouve son chemin, rentre dans le magasin, et voit les dégâts causés par le groupe qui l'a saccagé.

## Liste des titres
- Single CD

1. Walking Disaster - 4:46
2. No Apologies - 3:02
3. Underclass Hero - 3:14
4. Walking Disaster (vidéo) -

- Single Radio

1. Walking Disaster (radio edit) -